# Боґушиці (Підляське воєводство)
Боґушиці (пол. Boguszyce) — село в Польщі, у гміні Ломжа Ломжинського повіту Підляського воєводства.
Населення — 194 особи (2011).
У 1975-1998 роках село належало до Ломжинського воєводства.

## Демографія
Демографічна структура станом на 31 березня 2011 року:
|          | Загалом | Допрацездатний вік | Працездатний вік | Постпрацездатний вік |
| -------- | ------- | ------------------ | ---------------- | -------------------- |
| Чоловіки | 102     | 27                 | 67               | 8                    |
| Жінки    | 92      | 16                 | 54               | 22                   |
| Разом    | 194     | 43                 | 121              | 30                   |